# فرودگاه بین‌المللی کینگ شاکا
فرودگاه بین‌المللی کینگ شاکا (به انگلیسی: King Shaka International Airport) یک فرودگاه همگانی مسافربری با کد یاتا DUR است که یک باند فرود آسفالت دارد و طول باند آن ۳۷۰۰ متر است. این فرودگاه در شهر دوربان کشور آفریقای جنوبی قرار دارد و در ارتفاع ۹۰ متری از سطح دریا واقع شده‌است.

## شرکت‌های هواپیمایی و مقصدهای پروازی

### مسافری

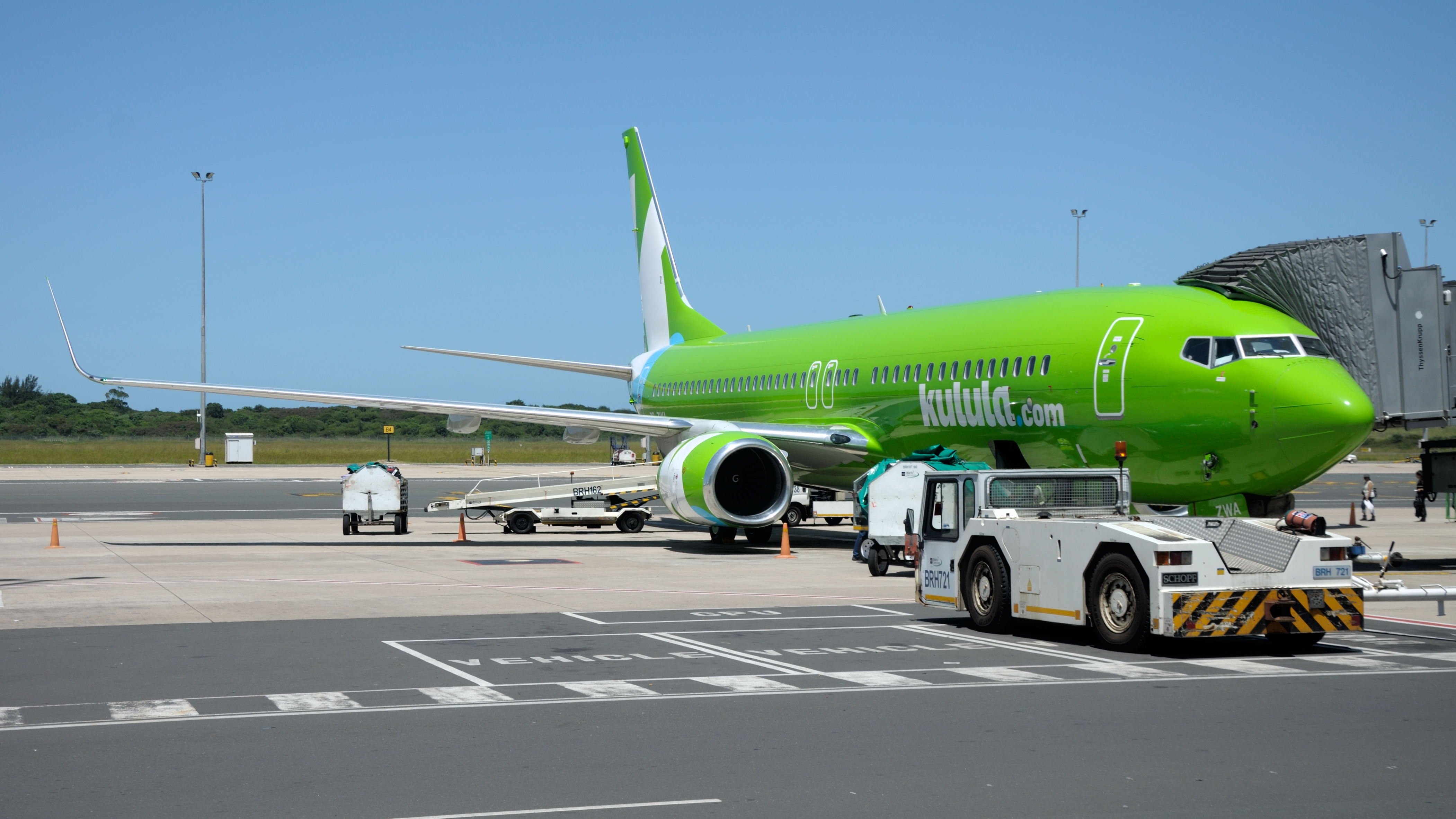
کولولا.کام Boeing 737-800 ground handling at King Shaka International Airport, February 2013

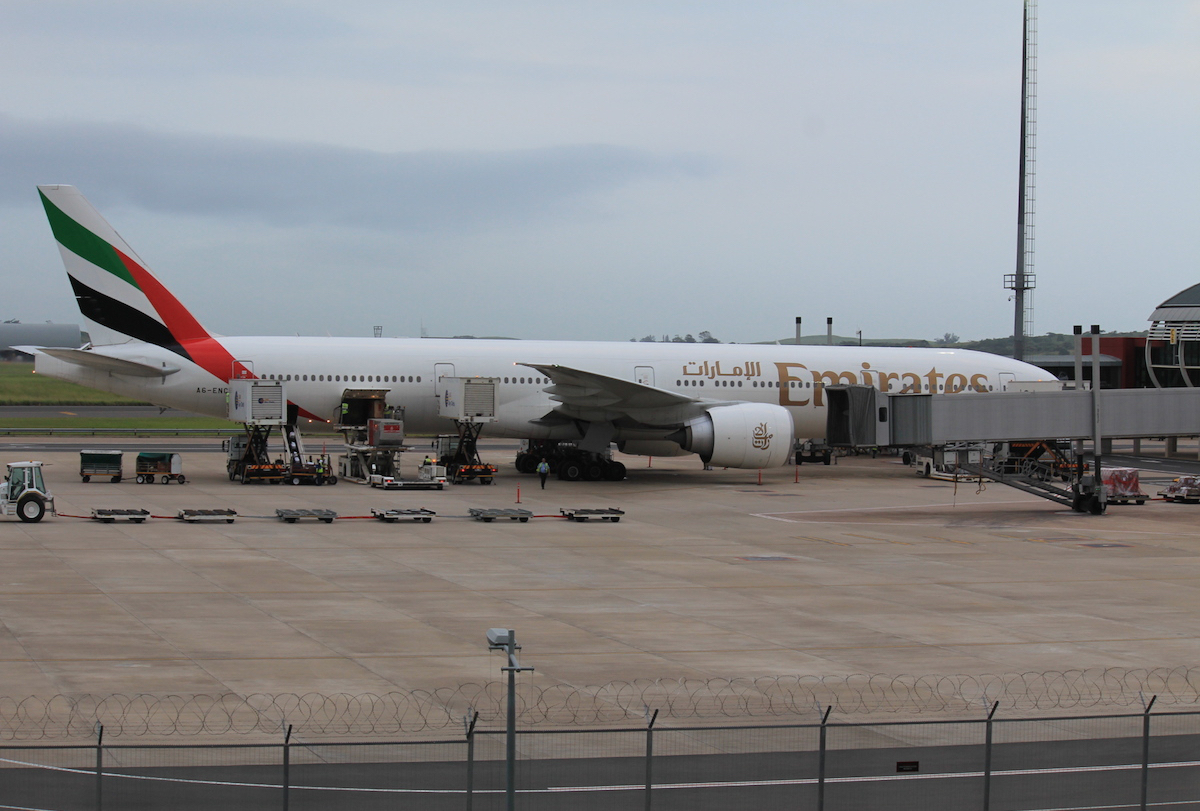
هواپیمایی امارات Boeing 777-300ER at King Shaka International Airport

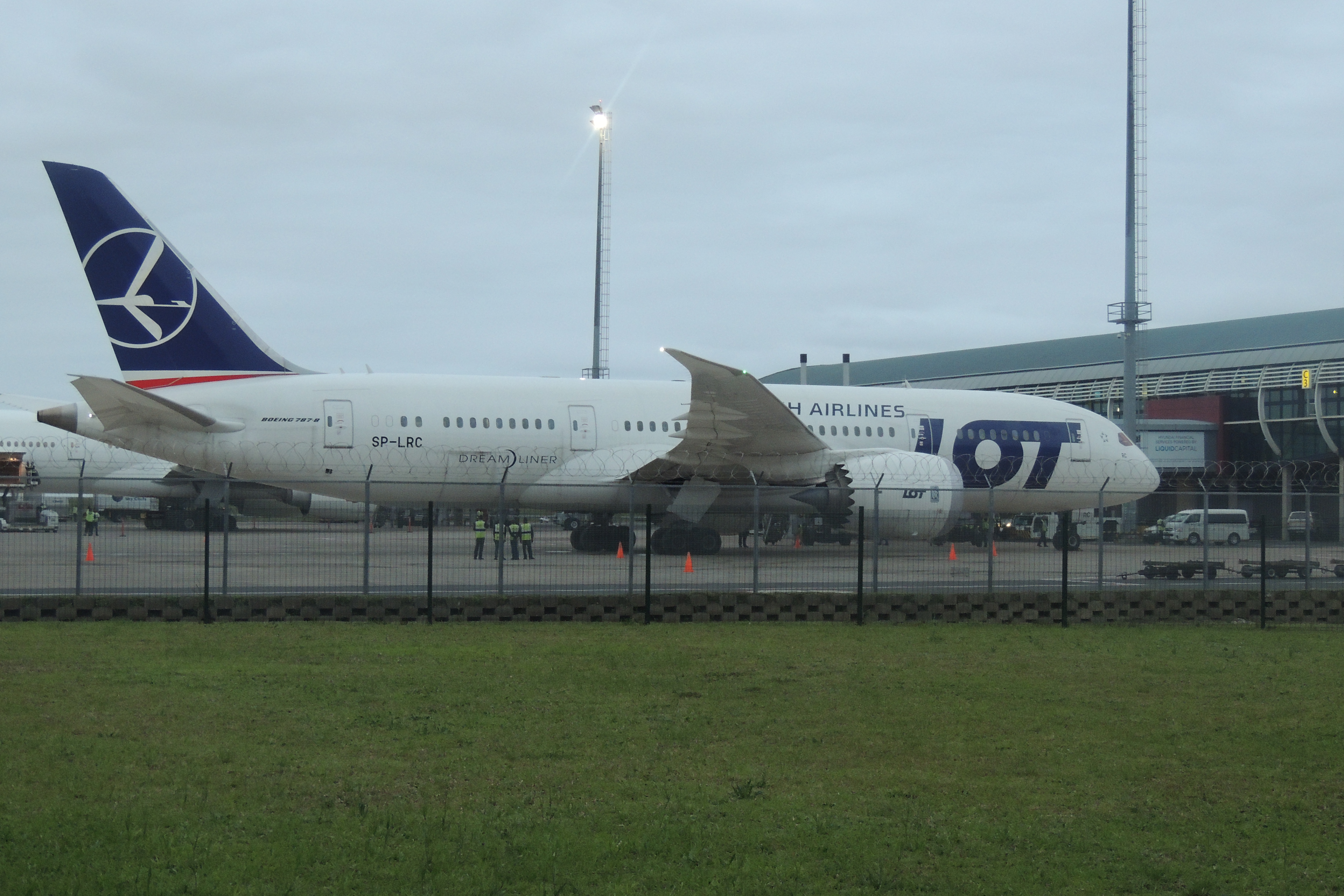
لوت پولیش ایرلاینز Boeing 787-800 Dreamliner, Charter flight, October 2014

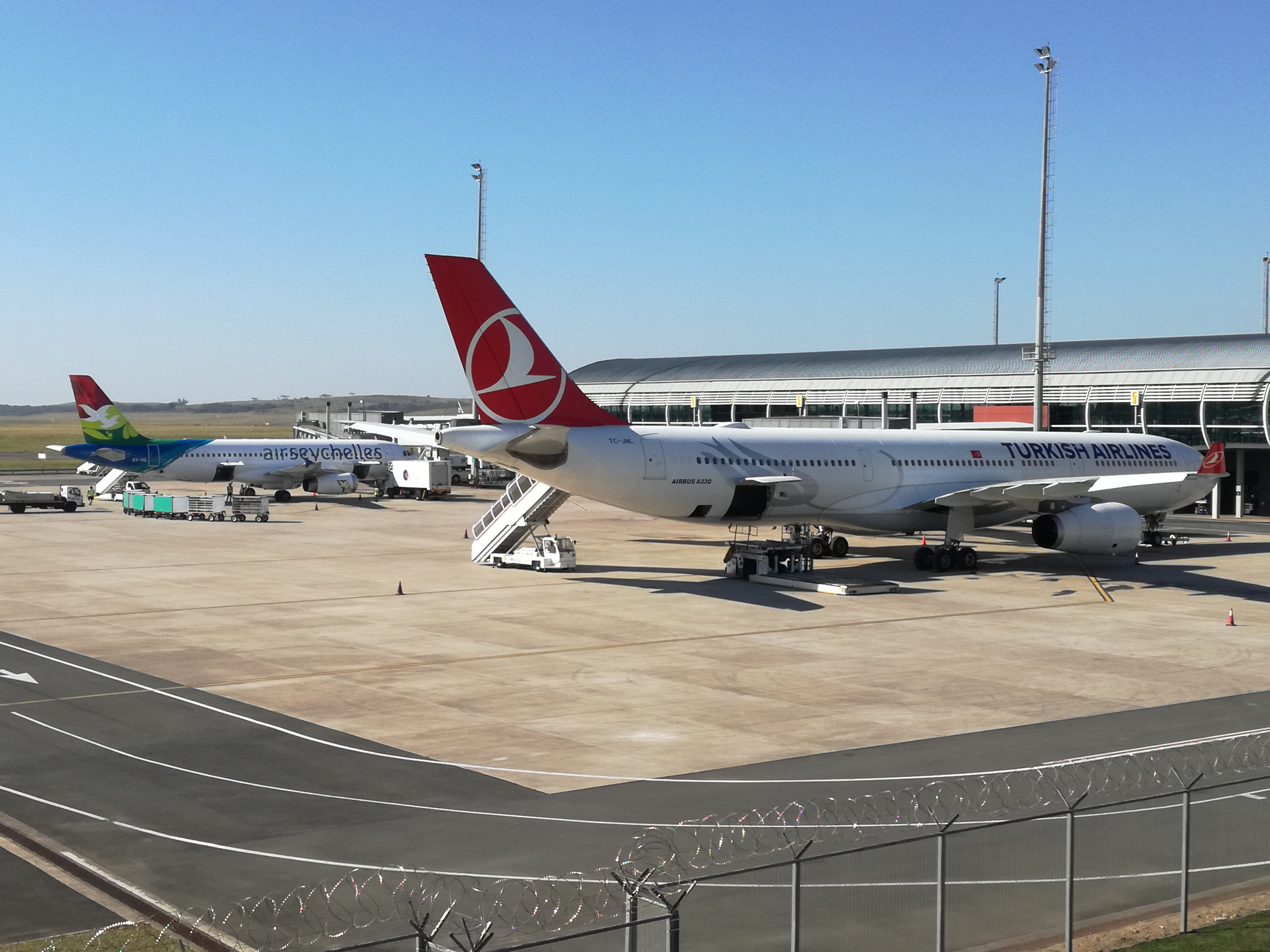
ایر سیشل A320-200 & ترکیش ایرلاینز A330-300 at King Shaka International Airport, June 2017

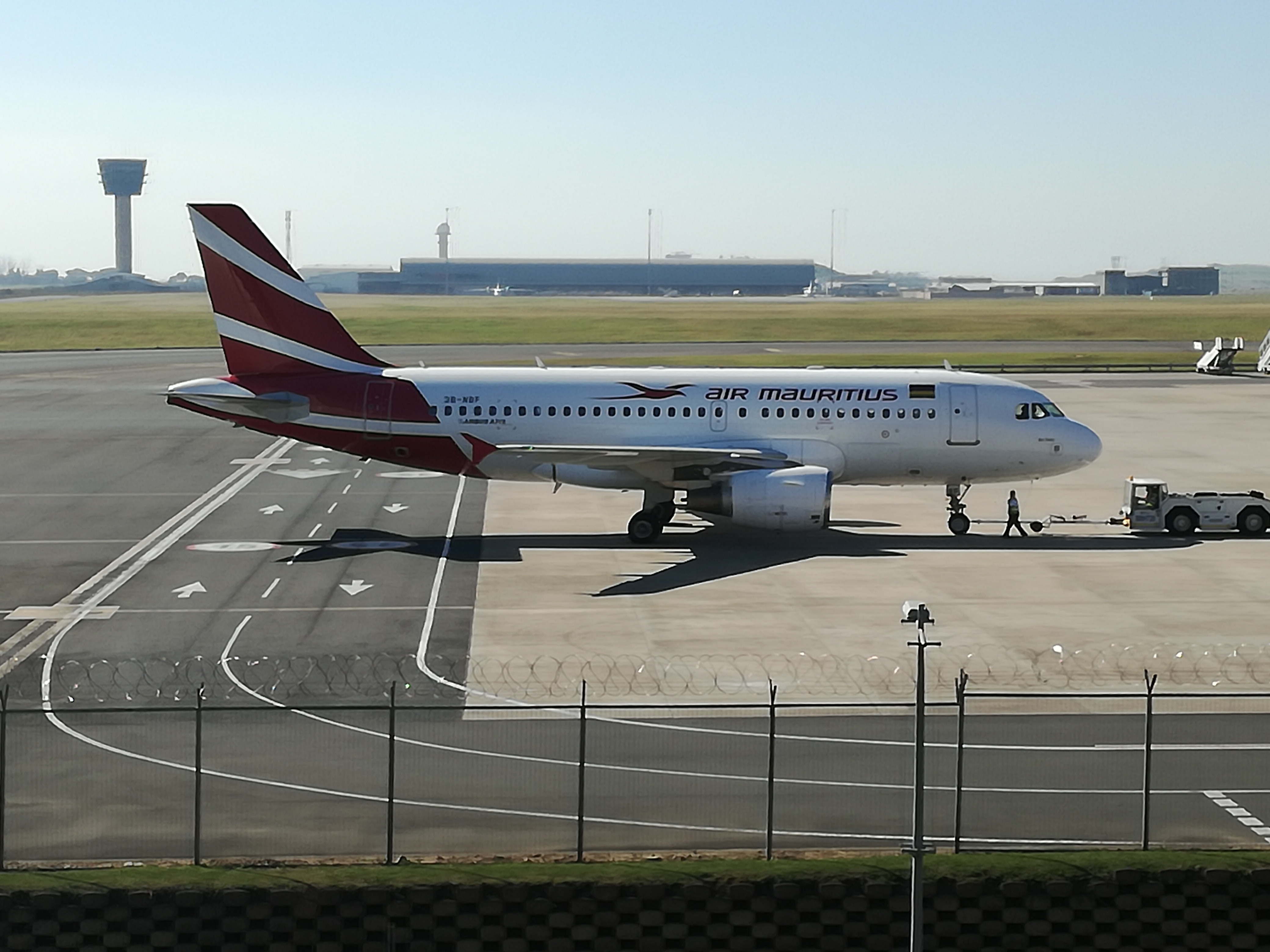
ایر موریشوس A319-100 at King Shaka International Airport, June 2017

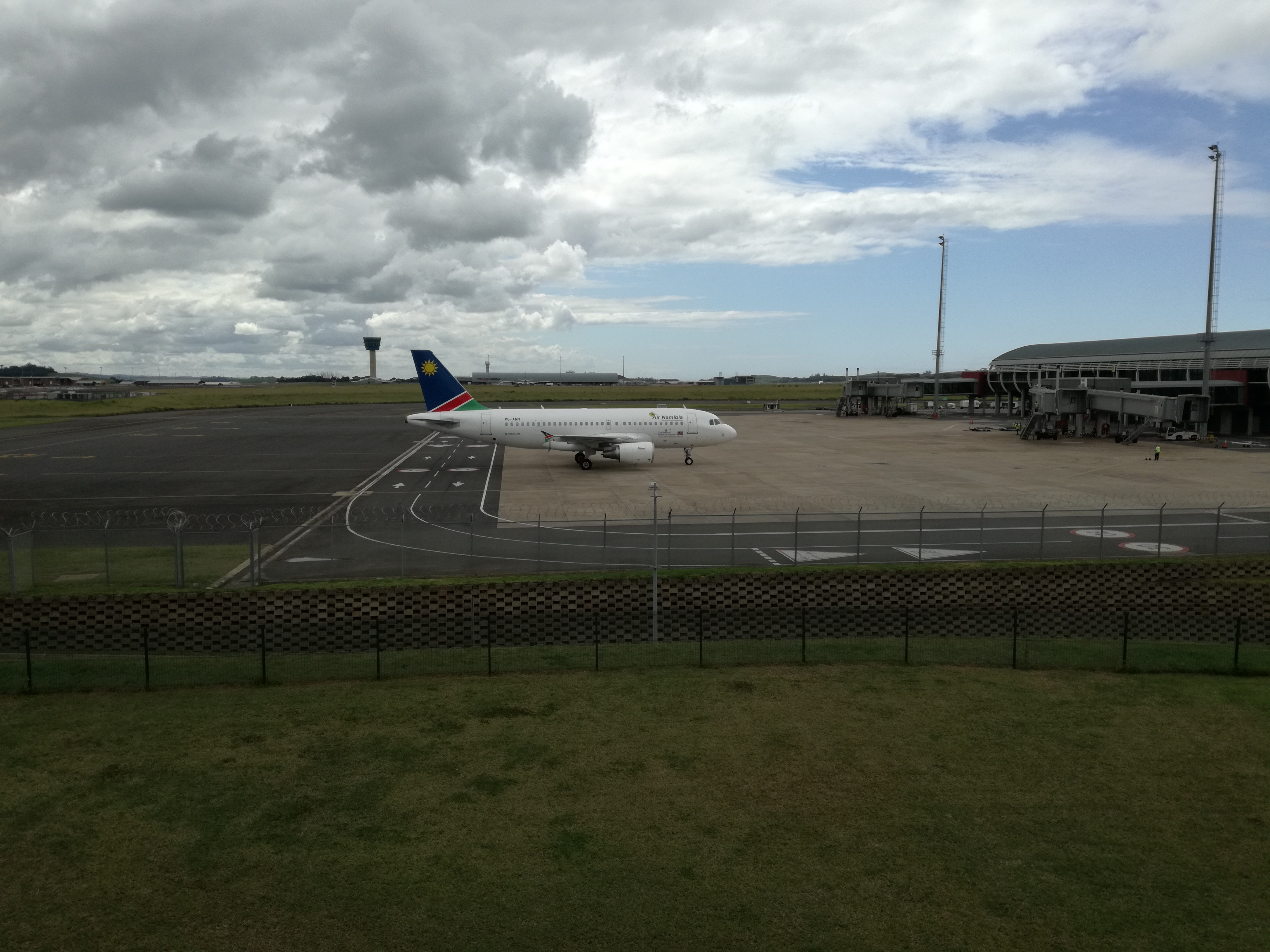
ایر نامیبیا Airbus A319-100 arriving at KSIA, March 2017

| شرکت‌های هواپیمایی              | مقصدهای پروازی                                                                                   | Type      |
| ------------------------------ | ------------------------------------------------------------------------------------------------ | --------- |
| ایر موریشوس                    | سر سیوساگور رامگولام                                                                             | بین‌المللی |
| ایر نامیبیا                    | ویندهوک هوسیا کوتاکو، سر سرتزه خاما3                                                             | بین‌المللی |
| ایرلینک                        | بلومفونتن، جرج، کروگر مپومالانگا                                                                 | داخلی     |
| ایرلینک                        | ماپوتو                                                                                           | بین‌المللی |
| بریتیش ایرویز اجرا توسط کام‌ایر | کیپ‌تاون، اولیور تامبو، پورت الیزابت                                                              | داخلی     |
| هواپیمایی امارات               | دوبی                                                                                             | بین‌المللی |
| هواپیمایی اتیوپی               | فصلی: بوول                                                                                       | بین‌المللی |
| فلای‌ساف‌ایر                     | کیپ‌تاون، ایست لندن (آغاز از ۲۷ نوامبر ۲۰۱۷)، اولیور تامبو، پورت الیزابت (آغاز از ۲۷ نوامبر ۲۰۱۷) | داخلی     |
| کولولا.کام                     | کیپ‌تاون، لانسریا، اولیور تامبو                                                                   | داخلی     |
| مانگو (شرکت هواپیمایی)         | کیپ‌تاون، لانسریا، اولیور تامبو                                                                   | داخلی     |
| پروفلایت زامبیا                | لوساکا                                                                                           | بین‌المللی |
| هواپیمایی قطر                  | حمد1                                                                                             | بین‌المللی |
| هواپیمایی آفریقای جنوبی        | اولیور تامبو                                                                                     | داخلی     |
| ساوث افریکن اکسپرس             | کیپ‌تاون، ایست لندن، پورت الیزابت                                                                 | داخلی     |
| ترکیش ایرلاینز                 | آتاترک2                                                                                          | بین‌المللی |

^ This flight operates between Doha and Durban via Johannesburg. However, هواپیمایی قطر does not have rights to transport passengers solely between Durban and Johannesburg.

^ This flight operates between Istanbul and Durban via Johannesburg. However, ترکیش ایرلاینز does not have rights to transport passengers solely between Durban and Johannesburg.

^  ایر نامیبیا have been granted 5th freedom rights and will service traffic between Gaborone and Durban.

### باری
| شرکت‌های هواپیمایی       | مقصدهای پروازی                                  |
| ----------------------- | ----------------------------------------------- |
| Airlink Cargo           | بلومفونتن، جرج، ماپوتو، Nelspruit               |
| بیدایر کارگو            | کیپ‌تاون، اولیور تامبو                           |
| ایمپریال ایر کارگو      | اولیور تامبو                                    |
| Khuphuka Kings          | لوبوم‌باشی، ندولا                                |
| هواپیمایی آفریقای جنوبی | اولیور تامبو                                    |
| ساوث افریکن اکسپرس      | کیپ‌تاون، ایست لندن، حراره، لوساکا، پورت الیزابت |